# Braidwood, Skottland
Braidwood är en by i South Lanarkshire i Skottland. Byn är belägen 49,5 km 
från Edinburgh. Orten har 570 invånare (2016).